# Tapeinosperma magnifica
Tapeinosperma magnifica är en viveväxtart som beskrevs av Pipoly och W.N.Takeuchi. Tapeinosperma magnifica ingår i släktet Tapeinosperma och familjen viveväxter. Inga underarter finns listade i Catalogue of Life.